# Aphis nigra
Aphis nigra är en insektsart som först beskrevs av Wilson 1911.  Aphis nigra ingår i släktet Aphis och familjen långrörsbladlöss. Inga underarter finns listade i Catalogue of Life.